# Ozero Mosjno (sjö i Belarus, Vitsebsks voblast, lat 55,26, long 29,57)
Ozero Mosjno (ryska: Озеро Мошно) är en sjö i Belarus.   Den ligger i voblasten Vitsebsks voblast, i den norra delen av landet, 200 km nordost om huvudstaden Minsk. Ozero Mosjno ligger 136 meter över havet. Arean är 0,32 kvadratkilometer. Den sträcker sig 0,6 kilometer i nord-sydlig riktning, och 1,2 kilometer i öst-västlig riktning.
Trakten runt Ozero Mosjno består till största delen av jordbruksmark. Runt Ozero Mosjno är det glesbefolkat, med 14 invånare per kvadratkilometer.